# 晴乃ダイナ・ミック
晴乃ダイナ・ミック（はるのダイナ・ミック）は、漫才コンビ。　

## メンバー
- 晴乃 ダイナ（本名：今塚 利男、1946年7月22日 - ）
  - 東京の生まれ。
  - 父は四代目三遊亭圓雀の弟子であり、紙切り師であった三遊亭小圓雀。
- 晴乃 ミック（本名：砂川 勇、1939年 - ）
  - 京都の生まれ。
  - 別芸名に「大井海彦」があった。

## 経歴
晴乃ピーチク・パーチクの弟子同士で結成。他兄弟弟子に星ルイス、晴乃チック・タック（タックは後の高松しげお）がいる。1960年代前半に一度解散後、ダイナはリーガル千太・万吉門下のハウゼ畦元（現・ボーイズバラエティ協会会員、アコーディオン漫談家）とコンビを結成した。その後再結成するも再度解散し、ダイナは父の影響もあり大阪で紙切りに転向、後に吉本興業の舞台で進行役などを務める。紙切りの作品は観客とトークを交わしながら、主に風景画や大黒天を製作した。
東京の紙切り、柳家一兆（後の花房一兆、小倉一兆（一晁））や「モダン紙切り」で人気を博した花房蝶二、2代目林家正楽、林家今丸、又同じく大阪の紙切り香見喜利平らと肩を並べる紙切りとして知られる。2013年9月21日放送の『さんまのまんま』において、明石家さんまがダイナとはかつての芸人仲間だったと述べている。なお、両者とも現在の活動状況については不明である。

## 成績
- 第15回NHK新人漫才コンクール 本戦進出（1967年）- ダイナ・ハウゼ時代
- 第16回NHK新人漫才コンクール 本戦進出（1968年）